# Gode-Zone
Die Gode-Zone ist eine Verwaltungszone der Somali-Region in Äthiopien.
Sie zieht sich von Westen nach Osten quer durch die Somali-Region dem nördlichen Ufer des Flusses Shabelle entlang und grenzt im Westen an die Region Oromia innerhalb Äthiopiens, im Osten an Somalia. Laut Volkszählung von 2007 hatte sie 464.253 Einwohner, von denen 89.593 in städtischen Gebieten lebten. Hauptstadt der Zone ist Gode (Godey). 1997 waren von 327.156 Einwohnern 99,55 % Somali, 99,16 % sprachen Somali als Muttersprache. 6,65 % (19.702) konnten lesen und schreiben.
Die Zone ist gemäß den Dokumenten der Zentralen Statistikagentur Äthiopiens von 1998 und 2005 in die fünf Woredas Denan, Gode, Kalafo, Mustahil und Ferfer eingeteilt. In den Dokumenten von 2007 wird zusätzlich Adadle – das südlich des Shabelle liegt – zur Gode-Zone gezählt und eine Woreda Ost-Imi (Imiberi) aufgelistet. Auf Karten erscheint des Weiteren eine achte Woreda Gudis (Gudhis). Die Einteilungen innerhalb der Somali-Region sind, oftmals im Kontext lokaler Machtkämpfe, verschiedentlich geändert worden.
Größere Orte in der Gode-Zone sind neben Gode Kalafo, Denan, Mustahil und Ferfer.
Der insgesamt bedeutendste Somali-Clan in der Gode-Zone sind die Ogadeni-Darod mit verschiedenen Unterclans. In den Woredas Mustahil und Ferfer nahe der somalischen Grenze dominieren Hawiya und die mit ihnen assoziierten Rer Bare, in Gode und Denan leben größtenteils Ogadeni. In den übrigen Woredas leben jeweils Angehörige verschiedener Clans.
Im Shabelle-Tal bauen Hackbauern vor allem Mais und Sorghum an, der in guten Jahren den Nahrungsbedarf in der Region deckt und bis nach Somalia verkauft wird. Unmittelbar nördlich vom Shabelle-Tal wird Sorghumanbau mit der Haltung von Rindern verbunden (Agropastoralismus), noch weiter im Norden sowie in Adadle südlich des Shabelle dominiert die Haltung von Kamelen, Schafen, Ziegen und Rindern. Die Viehzüchter sind hauptsächlich Nomaden. Während insbesondere die Rer Bare bereits seit langer Zeit Ackerbau betreiben, haben sich in anderen Dörfern erst in jüngerer Zeit ehemalige Nomaden niedergelassen und den Anbau von Mais und Sorghum übernommen, wobei sie weiterhin Rinder und Herden von Schafen und Ziegen halten. Von den Bewohnern der Gode-Zone sind schätzungsweise etwa 40–50 % Ackerbauern am Shabelle, 25–30 % Agropastoralisten, 20–30 % reine Viehzüchter und 0–5 % Stadtbewohner, die nicht von der Landwirtschaft leben.
Die Gode-Zone ist vom Konflikt zwischen der separatistischen Ogaden National Liberation Front und der äthiopischen Armee betroffen, der sich seit 2007 verschärft hat. Human Rights Watch zufolge hat vor allem die Armee Menschenrechtsverletzungen an Zivilisten in der Zone begangen.